# Innsbruck
Innsbruck je grad u Austriji, glavni grad pokrajine Tirol.
U Innsbrucku živi oko 120 000 stanovnika, a s okolnim selima oko 160 000, čime je peti grad po broju stanovnika u Austriji.

## Povijest
Povijesni izvori dokazuju da je područje Innsbrucka bilo naseljeno u ranom kamenom dobu. U 4. stoljeću su Rimljani izgradili vojarnu Veldidena na području današnjeg distrikta Wilten kako bi zaštitili trgovački put Verona-Brenner-Augsburg. Tada se grad na latinskom zvao Oeni Pontum ili Oeni Pons (most na rijeci Inn). Prema tom imenu dolazi ime grada Innsbruck (Most na Innu). Cesta preko Brennerskog prijevoja je bio važan prijelaz preko Alpa prema Rimu. 
1429. grad je postao glavni grad cijelog Tirola i jedan od najvažnijih europskih političkih centara. Car Maksimilian I. je često zasjedao u gradu i izgradio crkvu Hofkirche u gotičkom stilu. 1564. je austrijski nadvojvoda Ferdinand II. dobio vlast nad Tirolom, te je on od tada službeno dio Austrije. On je sagradio renesansni dvorac Ambras. U Innsbrucku je osnovana prva opera sjeverno od Alpa. 1669. je otvoreno sveučilište.
Za vrijeme Napoleonove vlasti je Tirol pripojen Bavarskoj koja je bila francuski saveznik. Innsbruck je 1809. bio centar pobune Tirolaca protiv francuske i bavarske vlasti koju je vodio Andreas Hofer. Nakon Napoleonovog pada je Tirol vraćen Austriji. U 19. st. grad raste i razvija se industrija. Od raspada Austro-Ugarske 1918. je dio Republike Austrije. Za vrijeme 2. svj. rata je pripojen Njemačkoj i pretrpio je teško bombardiranje te je bio razoren. U blizini je bio koncentracijski logor Innsbruck-Reichenau. Nakon rata se grad obnavlja i razvija kao glavni grad pokrajine Tirol. Posebno se razvija zimski turizam. 1964. i 1976. su u Innsbrucku održane Zimske olimpijske igre.

## Zemljopisni položaj
Položaj Innsbrucka je bio veoma zanimljiv i privlačan svim osvajačima u povijesti. Nalazi se u plodnoj dolini između tri lanca visokih Alpa, od kojih je najveći takozvani Nordkette, što u prijevodu znači Sjeverni lanac, čiji se vrh nalazi na visini od 2.637 metara.  
Kroz grad protječe mala rijeka Sill i veća rijeka Inn, po kojoj je Innsbruck i dobio ime.
Inn je dugačak oko 517 kilometara.
Klima je snježno-šumska. Zime su vrlo hladne i snježne, a ljeta su blaga.

## Gospodarstvo
Innsbruck je ekonomsko i gospodarsko središte zapadne Austrije. Posebno je značajan zimski turizam.
Innsbruck je i veliki prometni čvor. Autocesta koja prolazi kroz Innsbruck je žila kucavica koja spaja Italiju i Njemačku. 
Nezaposlenost u Innsbrucku je vrlo niska. Sa stopom nezaposlenosti od oko 4% Innsbruck je jedan od gradova s najmanjom nezaposlenosti u ovom dijelu Europe.

## Politika
Gradonačelnica Innsbrucka je Christine Oppitz-Plörer, članica Stranke za Innsbruck.
U Innsbrucku se gradonačelnik ne bira direktno, nego ga bira parlament.

## Stanovništvo
U Innsbrucku živi oko 90% Austrijanaca i mnogo stranaca. Postotak stranaca se penje do 10%. Najviše ih je podrijetlom iz Turske, ali ima i mnogo Hrvata.

## Kultura i sport
Insbruck je bio grad domaćin dviju Zimskih olimpijskih igara:
- IX. ZOI 1964. godine
- XII. ZOI 1976. godine

Svake se godine u sklopu novogodišnje turneje "4 skakaonice" održava završno natjecanje u skijaškim skokovima.
Najveći nogometni klub u Innsbrucku je FC Wacker Tirol.
U Innsbrucku je sagrađen nogometni stadion "Tivoli", koji je namijenjen za Europsko nogometno prvenstvo 2008. u Austriji i Švicarskoj.
Od 13. do 22. siječnja 2012. u Innsbrucku su se održale prve zimske olimpijske igre mladih. Naspupilo je više od tisuću mladih sportaša iz 67 zemalja, među kojima su i Hrvatska i Bosna i Hercegovina.

## Znamenitosti
Najznačajniji je carski dvorac Ambras i crkva Hofkirche. Zanimljiva je kuća Goldenes Dachl sa zlatnim krovom sagrađena oko 1500. godine. Poznat je stari most preko Inna i stari parlament Tirola (Altes Landhaus). Značajne su brojne građevine vezane uz zimski turizam od kojih je neke dizajnirala poznata arhitektica Zaha Hadid.

## Obrazovanje
U Innsbrucku postoje četiri državne gimnazije i nekoliko privatnih. Značajno je također i dosta veliko sveučilište u Innsbrucku. Innsbruški teološki fakultet je jedan od najpoznatijih u svijetu.

## Zanimljivosti
- U Innsbrucku se nalazi Hrvatska katolička misija, koju predvodi župnik Don Mario Orsolic. Svake nedjelje i blagdanima u innsburškoj crkvi Srca Isusova okupe se Hrvati katolici kako bi nazočili misnom slavlju.

- U Innsbrucku se nalazi jedna od najpoznatijih ljevaonica zvona na svijetu – Grassmayer. Umijeće lijevanja zvona u obitelji Grassmayer prenosi se već 4 stoljeća s generacije na generaciju. Kao i davne 1599.g. tehnologija izrade zvona u toj ljevaonici ostala je ista: bronca se zagrije na 1200°C i lijeva u glinene kalupe. I naša vinkovačka crkva, spaljena i porušena u Domovinskom ratu, zvonit će u budućnosti svjetlijim tonovima, zahvaljujući ljevaonici Grassmayer. Naime 20. veljače 1998.g. počela je prva faza izrade zvona za tu crkvu.

## Gradovi prijatelji
- Sarajevo, Bosna i Hercegovina (od 1980.)
- Aalborg, Danska (od 1982.)
- Grenoble, Francuska (od 1963.)
- Tbilisi, Gruzija (od 1982.)
- Freiburg, Njemačka (od 1963.)
- Izmir, Turska  (od 16. srpnja 2008.)
- New Orleans, SAD (od 1995.)

### Gradovi partneri
- Krakow, Poljska (od 1998.)